# Faucon aldrovandin
Falco severus
Espèce
Statut CITES
Statut de conservation UICN

 LC  : Préoccupation mineure
Le Faucon aldrovandin (Falco severus) est une espèce de rapaces diurnes appartenant à la famille des Falconidae.

## Étymologie
Le nom français de l'espèce est dédié à Ulisse Aldrovandi (1522-1605), grand scientifique italien, célèbre notamment pour ses travaux en ornithologie.